# Автовокзал (Івано-Франківськ)
Міжміський автовокзал «Івано-Франківськ» — комплекс споруд у місті Івано-Франківськ, який обслуговує пасажирів як внутрішньообласного, так і міжнародного сполучення. Забезпечує автобусне сполучення з населеними пунктами області, з окремими обласними центрами України, містами за кордоном держави. 

## Історія
1931 року започатковано епізодичне автобусне сполучення між Станиславовом та повітовими містами. Регулярне автобусне сполучення з'явилося лише у 1938 році.
Центральний автовокзал Івано-Франківська перебував у приміщеннях і на території залізничної станції Івано-Франківська.
Нова будівля автовокзалу
2000 року почали будівництво нового автовокзалу на місці колишніх боксів вантажного двору станції Івано-Франківськ Львівської залізниці, які вона передала Івано-Франківській міській раді. В інвестиційному конкурсі перемогло ТзОВ «Галицька марка».
Приміщення автовокзалу побудували 2008 року, проте продовжувалися майнові суперечки щодо власності на нього.
Його відкриття стало можливим лише після того, як були досягнуті домовленості про розподіл власності у майновому комплексі автовокзалу. Таким чином, 90 % вартості автовокзалу належить інвестору, 7 % — міській раді, 3 % — відкритому акціонерному товариству «Івано-Франківське об'єднання пасажирських автобусних станцій 12699».
При цьому автовокзал передали в довгострокову оренду ВАТ «ОПАС» (обласне підприємство автобусних станцій) з правом подальшого викупу.
22 травня 2010 році — відкрився новий центральний автовокзал на вулиці Залізничній поруч із залізничним вокзалом.
Площа приміщень автовокзалу — 600 кв м, він має 6 посадкових платформ. Щодня з автовокзалу відправляється 500 рейсів, які обслуговують 6—7 тис. пасажирів.
Проектний кошторис автовокзалу станом на 2000 рік становив 3 млн ₴.
Івано-Франківський міський голова Віктор Анушкевичус під час відкриття сказав про те, що новий автовокзал лише частково і на деякий час розвантажить перенасичену транспортом привокзальну площу, і «у перспективі треба думати про будівництво центрального автовокзалу на околиці міста».